# Psyché ouvrant la boîte dorée
Psyché ouvrant la boîte dorée (titre original : Psyche Opening the Golden Box) est une peinture à l'huile sur toile d'inspiration préraphaélite réalisée par le peintre britannique John William Waterhouse en 1903. 

## Description
Psyché est présentée en premier plan, de profil, penchée sur la boite dorée qu'elle ouvre. L'épaule dénudée, elle est assise sur le rebord d'un rocher formant un banc, les pieds nus sur la pierre où des fleurs s'épanouissent. 
Des arbres complètent le tableau, étalant leurs racines depuis le siège de Psyché, vers leurs troncs qui s'élèvent dans un second plan, définissant une forêt proche, une clairière au fond. La scène est sombre, seulement éclairée par la robe jaune-rose du seul personnage présent et son épaule blanche dénudée qui reflète la lumière frontale. Deux taches de couleurs se profilent sur le banc : un bout de tissu violet au bord du cadre à droite et une lampe à huile orange posée à gauche.

## Thème
Ce tableau évoque un épisode clef de la vie de Psyché. Alors qu’elle cherche à reconquérir Éros (le dieu de l'amour), Aphrodite lui impose de nombreux travaux. En guise d'ultime tâche, cette dernière demande à Psyché de déposer une parcelle de la beauté de Perséphone (ou de Proserpine) dans une boîte dorée qu'elle a l'interdiction d'ouvrir. Elle parvient à exécuter cette tâche, mais succombant à sa curiosité et espérant pouvoir utiliser ce fragment pour reconquérir Éros, elle ouvre la boîte. Ce geste la plonge dans un profond sommeil semblable à la mort dont Éros la sauvera en la piquant de ses flèches.